# Sarbanissa jankowskii
Sarbanissa jankowskii là một loài bướm đêm trong họ Noctuidae.